# Dhangada
Dhangada – gaun wikas samiti w środkowej części Nepalu  w strefie Dźanakpur w dystrykcie Sarlahi. Według nepalskiego spisu powszechnego z 2001 roku liczył on 989 gospodarstw domowych i 5960 mieszkańców (2787 kobiet i 3173 mężczyzn).